# Allégorie mythologique
Allégorie mythologique – en italien Allegoria mitologica – est un tableau réalisé vers 1529 par le peintre italien Dosso Dossi. De format horizontal, cette huile sur toile est une peinture mythologique dont le sujet exact demeure indéterminé. L'œuvre est conservée à la Galerie Borghèse de Rome.
La peinture représente trois femmes dans un paysage fluvial à gauche et forestier à droite. La première est allongée nue, couronnée de laurier, la seconde, plus âgée, est assise en costume traditionnel, tandis que la troisième, debout, tient une amphore en bronze en pointant du doigt vers le ciel. Ces différentes figures ont été tour à tour assimilées à Vénus, Callisto, Diane, Syrinx et Psyché.
À Los Angeles, aux États-Unis, le J. Paul Getty Museum possède dans ses collections une autre toile comparable de la main de l'artiste, et dont l'objet précis demeure également incertain : Scène mythologique, datant de 1524 environ.

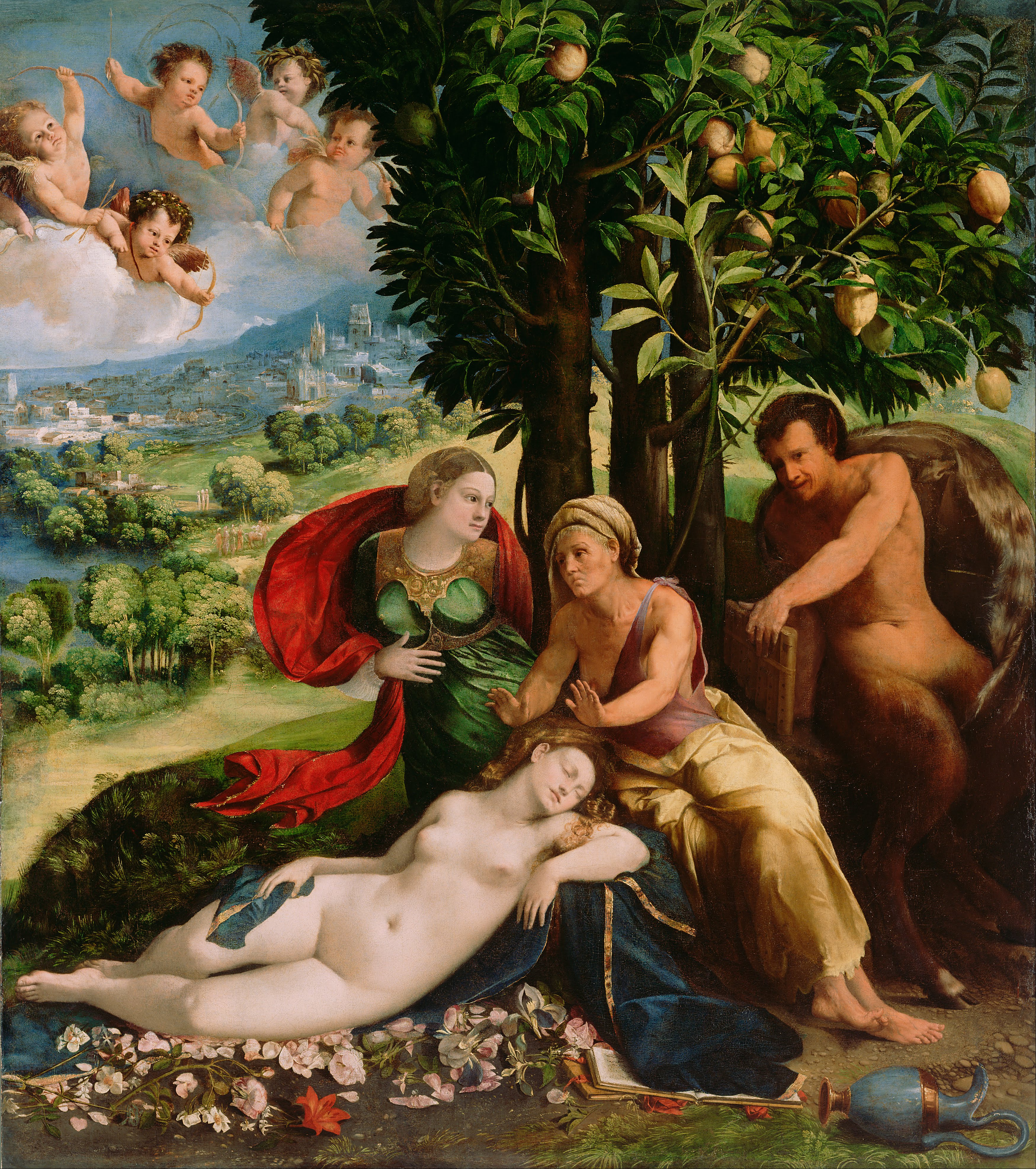
Scène mythologique, vers 1524 – J. Paul Getty Museum, Los Angeles.